# Нижевець
Нижевець (словен. Niževec) — поселення в общині Боровниця, Осреднєсловенський регіон, Словенія. Висота над рівнем моря: 319,3 м.